# Hypselodoris apolegma
Espèce
Synonymes
- Risbecia apolegma Yonow, 2001[2] [3]

Hypselodoris apolegma est une espèce de nudibranches (limaces de mer) appartenant à la famille des Chromodorididae et native du centre du Bassin Indo-Pacifique.

## Publication originale
- (en) Yonow, 2001 : Results of the Rumphius Biohistorical Expedition to Ambon (1990). Part 11. Doridacea of the families Chromodorididae and Hexabranchidae (Mollusca, Gastropoda, Opisthobranchia, Nudibranchia), including additional Moluccan material. Zoologische Mededelingen, vol. 75, pp. 1-50 (introduction).